# Idioma árabe
El árabe (اَلْعَرَبِيَّة‎, al-ʿarabiyyahⓘ) es una macrolengua de la familia semítica, como el arameo, el hebreo, el acadio, el maltés y similares. Es oficial en veinte países y cooficial en al menos otros seis, y una de las seis lenguas oficiales de la Organización de Naciones Unidas. El árabe clásico es también la lengua litúrgica del islam.
El árabe moderno es descendiente del árabe antiguo. La lengua árabe comprende tanto una variedad estándar que se observa en lectoescritura, en ocasiones formales y en medios masivos de comunicación (fuṣḥà o estándar moderno - اللغة العربية الفصحى, ampliamente basado en el árabe clásico pero no idéntico a él), como numerosos dialectos coloquiales, que a veces pueden ser incomprensibles entre sí debido a diferencias léxicas y fonológicas, mientras que mantienen mayor continuidad en el plano sintáctico. En general, las decenas de dialectos árabes se dividen en dos principales, mashrequíes (orientales) y magrebíes (occidentales). El más comprendido entre los árabes es el dialecto egipcio المصرية العامية, por ser el país árabe más poblado y también por su producción cinematográfica y su presencia mediática y artística en general.

## Aspectos históricos, sociales y culturales

### Nombre
La denominación completa de esta lengua en el propio idioma árabe es al-luga al-‘arabiyya (ٱللُّغَةُ ٱلْعَرَبِيَّة), aunque en algunos dialectos como el egipcio se denomina ‘arabīⓘ (عَرَبِيّ, en género masculino). En español la lengua se denomina «árabe» aunque también existen las formas antiguas «arábigo», «arabía», o «algarabía».

### Historia de la lengua
La lengua árabe pertenece a la rama semítica meridional de la familia afroasiática. La literatura árabe comienza en el siglo VI d. C. y se puede dividir a grandes rasgos en los siguientes períodos:
- Árabe preclásico, en este período ya se registraba una notoria diferenciación dialectal.
- Árabe clásico, basada en la lengua usada para redactar el Corán y las obras posteriores que usaban esa variedad de árabe como modelo.
- Árabe postclásico o estándar moderno.

Durante el período postclásico surgieron variedades de árabe coloquiales, algunas notoriamente diferentes del árabe clásico y del árabe estándar moderno, que son usadas como lenguas habladas, en programas de televisión regionales y otros contextos informales.

#### Árabe preclásico antes del islam
Siglos antes del surgimiento del islam las tribus árabes ya habían emigrado hacia las regiones de Palestina, Siria y Mesopotamia; los árabes eran el grupo dominante entre los habitantes de Palmira, gobernada por largo tiempo por una dinastía de origen árabe, hasta que los romanos destruyeron ese reino en el 273 d. C. Entre el siglo I a. C. y el siglo III d. C., los nabateos establecieron un Estado que alcanzaba el Sinaí en el occidente, el Hiyaz en el oriente y desde Mada'in Salih en el sur, a Damasco en el norte, teniendo a Petra como su capital. Las tribus arabófonas de Palmira y los nabateos usaron el alfabeto arameo como sistema de escritura, pero la influencia del árabe está claramente atestiguada en inscripciones en las que se usan nombres propios y vocablos árabes.
El corpus de textos preislámicos, que cubre los siglos VI y VII d. C., fue recogido por los filólogos árabes de los siglos VIII y IX. pero el árabe clásico no era una lengua uniforme, pues los filólogos árabes hablan de un dialecto dividido entre la zona occidental del Hiyaz y la oriental de Tamim y otras tribus beduinas. Los fonemas glotales oclusivos preservados en los dialectos orientales habían sido reemplazados en los dialectos de Hiyaz por vocales o semivocales.

#### Árabe clásico tras el surgimiento del islam
El Corán, el primer texto literario escrito en árabe clásico, está compuesto en un lenguaje muy idéntico al de la antigua poesía. Tras la difusión del islam se convirtió en la lengua ritual de los musulmanes y también en la lengua de la enseñanza y la administración. El incremento de pueblos no árabes que participaban de las nuevas creencias por un lado y la voluntad de los musulmanes de proteger la pureza de la revelación por otro, condujo al establecimiento de normas gramaticales y a la institucionalización de la enseñanza de la lengua.
El desarrollo de normas gramaticales tuvo lugar en el siglo VIII, junto con un proceso de unificación y normalización de la lengua culta. Expresiones y formas propias de la poesía en los períodos preislámico e islámico temprano, así como del Corán, desaparecieron de la prosa durante la segunda mitad del siglo VIII. Tras la creación de un árabe clásico normativo por los gramáticos árabes, la lengua permaneció básicamente invariable en su morfología y estructura sintáctica, convirtiéndose en la lengua culta del mundo islámico.
En su forma normativa, el árabe clásico fue adoptado además de las élites educadas musulmanas, por otras minorías religiosas como judíos y cristianos. Sin embargo, la lengua vernácula desde el principio era muy diferente al árabe clásico, que se convirtió en una lengua de erudición y literaria incluso en las regiones arabófonas. Esta situación lingüística, en la que conviven dos variantes diferentes de la misma lengua, una baja y otra alta, es lo que se ha denominado diglosia. La cuestión de cuándo se produce esta diglosia en la comunidad arabófona es muy controvertida. El concepto tradicional árabe es que se desarrolló en el primer siglo de la era islámica, como resultado de las conquistas árabes, cuando los no árabes comenzaban a hablar árabe; otros en cambio llegan a la conclusión de que la diglosia es un fenómeno preislámico.
Durante muchos siglos la enseñanza del árabe estuvo bajo el dominio de los eruditos musulmanes, no teniendo mucho lugar los judíos y cristianos, que no compartían plenamente la educación filológica.

#### Árabe moderno normativo
Como lengua literaria y erudita, el árabe clásico continúa hasta el día actual, pero en los siglos XIX y XX surgieron nuevas élites que influidas por el poder y la civilización occidental revitalizaron el árabe clásico y formaron un medio lingüístico denominado árabe moderno normativo, adaptado a las cuestiones de la vida moderna. A través de los medios de comunicación, el árabe moderno ha tenido amplia influencia sobre el público y, más allá de ser lengua oficial en todos los países árabes, también es la segunda lengua por todo el mundo islámico, particularmente entre los representantes religiosos del islam.
El árabe moderno difiere del árabe clásico solo en vocabulario y características de estilo; su morfología y estructura sintáctica no han cambiado, pero hay innovaciones periféricas y en secciones que no están estrictamente reguladas por las autoridades clásicas. Añadido a esto hay diferencias regionales en el vocabulario, dependiendo de la influencia de los dialectos locales y de lenguas extranjeras, tales como el francés en el norte de África o el inglés en Egipto, Jordania y otros países.

### Uso y estatus

Países donde el árabe es la única lengua oficial
País donde el árabe es la única lengua oficial y es minoritaria (Emiratos Árabes Unidos)
Lengua cooficial con mayoría de hablantes árabes
Lengua cooficial con minoría de hablantes árabes
Lengua no oficial, con minoría de hablantes árabes

El árabe coloquial es hablado como lengua materna por unos 150 millones de personas, siendo entendida también por varios millones que la usan como lengua coránica. 
En las regiones donde se habla la lengua árabe se da la peculiaridad de la diglosia. El término diglosia se refiere al hecho de que una misma lengua tiene dos variedades básicas que conviven una al lado de la otra, realizando cada una funciones diferentes. Probablemente este es un fenómeno lingüístico universal, aunque en árabe es un hecho que une a todo el mundo árabe. Salvo los hablantes de árabe chipriota, maltés y la mayor parte de las variedades de juba y chádico, esta característica es común a los demás hablantes de árabe y probablemente ya proviene del período preislámico.
La diglosia se aprecia en el hecho de usar árabe coloquial para la vida cotidiana y árabe moderno normativo en la escuela; generalmente el árabe moderno normativo se usa en textos escritos, sermones, tesis universitarias, discursos políticos, programas de noticias, mientras que el coloquial se usa con la familia y amigos, aunque también en algunos programas de radio y TV. El árabe moderno normativo es la marca de panarabismo, pues entre algunos dialectos del árabe hay un alto grado de ininteligibilidad, como entre el marroquí y el iraquí.

### Distribución geográfica
El árabe es una de las lenguas del mundo con mayor número de hablantes, alrededor de 280 millones como primera lengua y 250 millones como segunda lengua. Representa el primer idioma oficial en Arabia Saudita, Argelia, Baréin, Egipto, Emiratos Árabes Unidos, Irak, Jordania, Kuwait, Líbano, Libia, Marruecos, Mauritania, Omán, Palestina, Catar, Sáhara Occidental, Siria, Sudán, Túnez y Yemen. Se habla también en zonas de Chad, Comores, Eritrea, Irán, Malí, Tanzania, Sudán del Sur, Níger, Senegal, Somalia, Turquía, Yibuti y otros países. Además, varios millones de musulmanes residentes en otros países poseen conocimientos de árabe, por razones básicamente religiosas (ya que el Corán está escrito en árabe). Desde 1974 es una de las lenguas oficiales de las Naciones Unidas.

### Dialectología y variantes

Variantes en los Estados miembros de la Liga Árabe

Lingüísticamente, la principal diferencia entre las variantes de árabe es la que se da entre las variedades orientales y occidentales, cada uno con un cierto número de subdivisiones:
- Variantes occidentales (o magrebíes):
  - Árabe magrebí, llamado a menudo dāriŷa, que incluiría:
    - Árabe marroquí
    - Árabe argelino
    - Árabe tunecino
    - Árabe libio.

  - Árabe sahariano, frontera argelina-marroquí, y en menor medida en Níger.
  - Hassanía (Sáhara Occidental y Mauritania), también en Marruecos y Argelia.
  - Maltés, que es la forma más divergente de árabe, muy influida por el siciliano y derivado del tunecino.
  - Árabe andalusí.
- Variantes orientales (o mashrequíes):
  - Grupo sudanés
    - El árabe sudanés, de Sudán y Chad.
      - El árabe nubí, entre Egipto y Sudán.

    - El árabe juba, de Sudán del Sur
    - El árabe chadiano

  - Grupo egipcio
    - El árabe egipcio, de Egipto; el más conocido por el resto del mundo árabe gracias al cine y la televisión, sobre todo en su variedad del Bajo Egipto, que se ha convertido en una especie de koiné prestigiosa.
    - El árabe saidi, o árabe del alto Egipto.

  - El árabe levantino o shami, de Líbano, Siria, Jordania, el Estado de Palestina e Israel.
    - Árabe libanés
    - Árabe palestino
    - Árabe sirio septentrional
    - Árabe jordano

  - El árabe bedawi, del este de Egipto (incluido el Sinaí), sur de Israel (sobre todo las comunidades beduinas del Néguev) y en menor medida en los Territorios Palestinos.
  - El árabe chipriota
  - Grupo mesopotámico
    - El árabe mesopotámico septentrional
    - El árabe mesopotámico, o iraquí, más similar al árabe levantino pero con rasgos del árabe más septentrional.
      - El Árabe juzestaní, dialecto del árabe mesopotámico en Irán.

  - Árabe peninsular
    - El árabe del Golfo, al este de la península arábiga; en Arabia Saudita, Kuwait, Irak, Baréin, Catar, Emiratos Árabes Unidos y Omán.
    - El árabe shiji, de la península de Musandam, entre los Emiratos Árabes Unidos y Omán.
    - El árabe najdí, de la región de Najd en Arabia Saudita y los desiertos de Jordania y Siria.
    - El árabe hiyazí, de la región del Hiyaz en Arabia Saudita.
    - El árabe yemení, de Yemen.
      - El árabe hadhramí
      - El árabe tihamiyya
      - El árabe san'ani
      - El árabe ta'izzi-adeni
      - El árabe somalí

    - El árabe bajreiní, de Baréin, así como en áreas de Arabia Saudita y Omán.
    - El árabe barequí
    - El árabe omaní
    - El árabe dhofarí

### El árabe dialectal y la diglosia
Se llama en general árabe dialectal a la multitud de variedades coloquiales locales del árabe. La lengua oficial y literaria es sólo una, pero las variedades habladas son muy distintas entre sí, de modo que la intercomprensión resulta difícil en muchos casos. Suele decirse que la diferencia entre dialectos árabes es la misma que hay entre lenguas romances, pero esto es una exageración.
La formación de los dialectos se debe a varios factores combinados tales como la exportación de las variedades dialectales existentes en Arabia antes de la expansión islámica, la influencia de los substratos, el aislamiento geográfico y cultural de algunas zonas y la influencia de las lenguas de la colonización. Las mayores diferencias se dan entre los dialectos orientales o mashrequíes y occidentales o magrebíes. 
En la actualidad el árabe estándar es comprendido generalmente y la mayoría de los árabes es capaz de hablarlo con mayor o menor corrección: es la lengua de la escritura, del Corán, de la enseñanza, de las instituciones y de los medios de comunicación. También es comprendido en general el árabe egipcio, dialecto oriental con algunos rasgos magrebíes, exportado a todo el mundo árabe a través de gran cantidad de películas, series de televisión y canciones. 
Ejemplo de frase en varios dialectos:
'Mañana iré a ver el bonito mercado'
árabe clásico:
غدا سأذهب لأرى السوق الجميل
Gadan, sa-adhabu li-arà a-ssuqa Al-yamila
árabe estándar moderno:
غدا/بكرة سأذهب لأرى السوق الجميل
Gadan/Bukra, sa-adhabu li-arà a-ssuqa Al-yamila
Gadan/Bukra, sa-aruhu li-arà a-ssuqa Al-yamila
árabe sirio
بكرة حروح أشوف السوق الحلو/الجميل
Bukra, ha-ruh ashuf e-ssuq el-hilu/Al-yamil
Árabe libanés
بكرة حروح أشوف السوق الحلو/الجميل
Bukra, ha-ruh ashuf e-ssuq el-hilu/Al-yamil
Árabe egipcio
بكرة هروح أشوف السوق الجميل
Bukra, ha-ruh Ashuf e-ssuq el-gamil
Árabe tunecino
غدا نروح نشوف السوق الجميل
Gadan, namshi nshuf e-ssuq el-yamil
Árabe marroquí
غدا نروح نشوف السوق الجميل
Gada, namshi nshuf e-ssuq el-yamil
Las diferencias dialectales tienden a reducirse debido al impacto de los medios masivos de comunicación.

### Sistemas lingüísticos derivados
El maltés, hablado en Malta, es un dialecto árabe que se escribe con caracteres latinos y está ampliamente influido por el siciliano y el inglés.
- La frase anterior en maltés: Għada ħa mmur nara s-suq is-sabiħ

El árabe ha dejado gran cantidad de préstamos en lenguas con las que ha estado en contacto, como el persa, el turco, el suajili o el español. En esta última lengua los arabismos proceden sobre todo del árabe andalusí, variedad hablada en la península ibérica desde el siglo VIII hasta el siglo XVI. Eran más abundantes en el léxico cotidiano en tiempos medievales.

Muchos han pasado al español con adición del artículo árabe (al- y sus variaciones as-, ar-, etc.):
- albañil (< andalusí al-bannī´ < clásico al-bannā´: "el constructor");
- azúcar < as-sukkar;
- albaricoque < al-barqūq: "la ciruela"
- aceite < az-zayt;
- alquiler < andalusí al-kirē´ < clásico al-kirā´;
- alfil < al-fīl: "el elefante";
- etc.

Otros sin artículo:
- macabro < maqābir: "cementerios";
- ojalá < andal. w šā l-lāh < clás. wa šā' allāh: "y quiera Dios";
- hasta < ḥattà;
- etc.

Hay también numerosos topónimos. Algunos de ellos son adaptaciones árabes de topónimos preexistentes:
- Albacete < al-basīṭ: "el llano";
- Alcalá < al-qal‘a: "la fortaleza";
- Alcázar, Alcácer < al-qaṣr: "el palacio";
- Algeciras < al-yazira al-jadr: "la isla verde";
- Almedina < al-medina: "la ciudad (ciudadela)";
- Almería < al-miriya: "el espejo";
- Badajoz < بطليوس Batalyaws;
- Guadalquivir < and. wād al-kbīr < clás. al-wādī al-kabīr: "el río grande";
- Guadalajara < wād al-ḥaŷara: río de piedras;
- Medinaceli < madīnat Salīm: "la ciudad de Salim";
- Sevilla < Išbīliya < Hispalis;
- Jaén < ŷayyān: "desfiladero";
- etc.

## Descripción lingüística

### Clasificación
Es un idioma que pertenece a la subrama semítica occidental (formada en total por tres lenguas: hebreo, arameo y árabe) de la rama semítica de la macrofamilia afroasiática. Es la lengua semítica más arcaica, esto es, más cercana al semítico primitivo de cuantas siguen vivas hoy en día. Es lengua literaria desde el siglo VI y lengua litúrgica de los musulmanes desde el siglo VII. 
La forma literaria se llama en árabe al-luga al-fuṣḥà (‘la lengua más elocuente’) e incluye el árabe antiguo de la poesía preislámica, el del Corán y la literatura clásica y el árabe estándar moderno, utilizado en la literatura contemporánea y los medios de comunicación. Las formas dialectales reciben el nombre genérico de al-luga al-‘ammiyya (‘la lengua general’). Existen formas intermedias entre una y otra.

### Relación con otras lenguas semíticas
La lengua árabe se encuentra muy emparentada con otras lenguas semíticas, especialmente con el hebreo. Este parentesco se percibe tanto en lo morfosintáctico como en lo semántico.
| Español | Árabe                   | Hebreo              |
| ------- | ----------------------- | ------------------- |
| agua    | ماء (māʔ)               | מים (májm)          |
| paz     | سلام (salām)            | שלום (ʃalóm)        |
| padre   | أب (ʔab)                | אב (ʔav)            |
| día     | يوم (jáwm)              | יום (jom)           |
| muerte  | موت (máwt)              | מות (mavét)         |
| limosna | صدقة (ṣádaqa)           | צדקה (tsedáka)      |
| cabeza  | رأس (raʔs)              | ראש (roʃ)           |
| tú      | أنت (ʔánta) أنت (ʔánti) | אתה (ʔatá) את (ʔat) |
| alma    | نفس (nafs)              | נפש (néfeʃ)         |
| casa    | بيت (bájt)              | בית (bájt)          |
| yo      | أنا (ʔanā)              | אני (ʔaní)          |
| corazón | لب (lub) o قلب (qalb)   | לב (lev)            |
| hebreo  | عبريّة (?ibríjja)        | עברית (ʕivrít)      |
| árabe   | عربيّة (?arabíjja)       | ערבית (ʕaravít)     |

### Sistema de escritura
El árabe utiliza un sistema de escritura propio que se escribe de derecha a izquierda, uniendo las letras entre sí, de modo que cada letra puede tener hasta cuatro formas, según se escriba aislada, al principio, en medio o al final de la palabra.
Salvo contadísimas excepciones, a cada grafema corresponde un fonema, esto es, apenas existen letras mudas, letras omitidas, ni letras que en determinadas posiciones, o unidas a otras, tengan un valor distinto al que les corresponde en principio. Las excepciones se suelen deber a la tradición religiosa.
En los árabes hablados algunas letras tienen valores diferentes, según la región, al que tienen en árabe clásico. Por lo general, estas particularidades locales de pronunciación se mantienen cuando el hablante utiliza el árabe estándar.
En árabe no existen las letras mayúsculas. Hubo un intento de introducirlas en los años 20, pero no fue aceptado. Dado que los nombres propios árabes suelen tener significado, a veces, para evitar confusiones, se los encierra entre paréntesis o comillas.
El árabe ha incorporado (y adaptado en algunos casos) los signos de puntuación de las lenguas europeas: el punto, la coma (،), el punto y coma (؛), la interrogación (؟), etc. Los puntos suspensivos suelen ser dos y no tres.

### Fonética y fonología

#### Vocales
El árabe estándar moderno tiene tres vocales, con formas cortas y largas: /a/, /i/, /u/. Hay también dos diptongos: /aj/ y /aw/.

#### Consonantes
El inventario consonántico del árabe está formado por los siguientes fonemas:
|             |             | Labial | Interdental | Dental/Alveolar | Dental/Alveolar | Postalveolar | Palatal | Velar | Uvular | Faríngea | Glotal |
| simple      | simple      | Labial | enfática    |                 |                 | Postalveolar | Palatal | Velar | Uvular | Faríngea | Glotal |
| ----------- | ----------- | ------ | ----------- | --------------- | --------------- | ------------ | ------- | ----- | ------ | -------- | ------ |
| Nasal       | Nasal       | m      |             | n               |                 |              |         |       |        |          |        |
| Oclusiva    | sorda       |        |             | t̪               | t̪ˁ              |              |         | k     | q      |          | ʔ      |
| Oclusiva    | sonora      | b      |             | d̪               | d̪ˁ              | dʒ           |         |       |        |          |        |
| Fricativa   | sorda       | f      | θ           | s               | sˁ              | ʃ            |         | x~χ   | x~χ    | ħ        | h      |
| Fricativa   | sonora      |        | ð           | z               | ðˁ              |              |         | ɣ~ʁ   | ɣ~ʁ    | ʕ        |        |
| Aproximante | Aproximante |        |             | l               |                 |              | j       | w     |        |          |        |
| Vibrante    | Vibrante    |        |             | r               |                 |              |         |       |        |          |        |

### Morfosintaxis

#### Raíces y formas
Como en el resto de las lenguas semíticas, la morfología del árabe se basa en el principio de las raíces (جذر) y las formas o pesos (وزن). La raíz es la mayoría de las veces trilítera, esto es, formada por tres consonantes, y tiene un significado general. La forma es un paradigma de flexión de la raíz que frecuentemente contiene también en sí misma un significado. Por ejemplo, la unión de la forma verbal istaf‘ala (mandar hacer) con la raíz KTB (escribir) da el verbo istaKTaBa (dictar, o sea mandar que se escriba o hacer escribir); con JDM (servir) da istaJDaMa (utilizar, o sea hacer servir); con NZL (descender) da istaNZaLa (inspirarse, o sea "hacer descender" la inspiración). Otros ejemplos de paradigmas con la raíz كتب KTB:
- كتب KàTaBa: él escribió
- إكتتب iKtaTaBa: él se inscribió
- كتاب KiTāB: libro
- كاتبة KāTiBa: escritora / secretaria
- مكتبة màKTaBa: biblioteca
- مكتب miKTaB: escritorio
- اكتب uKTuB!: ¡escribe!
- تكتبون taKTuBūna: vosotros escribís
- مكتوب maKTūB: lo que está escrito (el destino)

Muchas veces es posible conjeturar el significado de una palabra desconocida uniendo los significados de su raíz y de su paradigma. Por ejemplo, la palabra 
"zāhir" combina una raíz de significado 'ver' con un paradigma de significado 'lo que', y esto nos permite conjeturar la palabra tiene el significado 'lo que se ve' o 'visible'. Esta palabra efectivamente tiene este significado. Pero además tiene otro, 'arrabales', que no podríamos haber deducido de esta manera.
La existencia de paradigmas fijos facilita la deducción de las vocales, es decir, inferir la vocalización de palabras leídas, pero todavía nunca oídas.
Por ejemplo, casi todas las palabras que tienen una forma escrita del tipo 12ā3 (los números corresponden a las consonantes radicales) se vocalizan 1i2ā3: kitāb, kifāh, himār, kibār, etc. Sin embargo, también hay excepciones: la palabra escrita "dhāb" ('ir') se lee "dahāb". Como resultado, quien haya aprendido esta palabra leyéndola en vez de, por ejemplo, oyéndola en una recitación coránica, la pronunciará, por analogía, "dihāb". Según los expertos nativos, que tienden a considerar el árabe como una lengua hablada, "dihāb" es mal árabe, y "dahāb" es la única forma correcta. Según los expertos occidentales, para quienes el árabe es una lengua escrita y los detalles de pronunciación son secundarios, el supuesto error está tan extendido que debe considerarse correcto, árabe estándar. 
El árabe clásico tiene más formas léxicas que los coloquiales. Con frecuencia muchos de los significados originales de las formas se han perdido, no así los de las raíces. Los diccionarios árabes organizan las palabras por raíces, y dentro de cada raíz las palabras derivadas por grado de complejidad. Ello supone la necesidad de conocer la raíz para buscar la palabra, lo que no siempre es fácil porque hay raíces irregulares.

#### Género
El árabe tiene dos géneros: masculino y femenino. Generalmente son femeninas las palabras que "tienen forma de femenino", es decir, los singulares que acaban en ة, اء o ى (-ā'h, -a, -à, todas estas terminaciones suenan aproximadamente como la a española), y son masculinas las que no tienen esas terminaciones.
La mayoría de las excepciones a esta regla son femeninos sin terminación de femenino. Entre ellas:
- Las que se refieren a seres femeninos: أم umm (madre); فرس faras (yegua); مريم Maryam (María, nombre propio).
- Los nombres de vientos.
- Las que pueden por analogía considerarse fuentes de vida y otras relacionadas con ellas: شمس šams (sol); نور nūr (luz); نار nār (fuego); رحم raḥm (útero); أرض arḍ (tierra).
- Los nombres de las partes del cuerpo pares en número: يد yad (mano); عين ‘ayn (ojo).
- Otras por el uso: قوس qaws (arco) بئر bi'r (pozo), طريق ṭarīq (camino).

Es muy infrecuente que una palabra con terminación de femenino sea masculina. Es el caso de los numerales tres a diez en masculino, y de la palabra خليفة jalīfa (califa o jalifa). 
El femenino singular de los seres animados casi siempre se forma añadiendo la terminación ة (-at) al masculino: كاتب kātib (escritor) > كاتبة kātiba (escritora); مستخدم mustajdim (usuario) > مستخدمة mustajdima (usuaria); صحراوي ṣaḥarāwī (saharaui) > صحراوية ṣaḥarāwiyya, etc. 
Algunas palabras tienen ambos géneros, como قتيل qatīl (muerto /a)

#### Número
En árabe hay tres números: singular, dual y plural.
- En el singular hay que incluir los singulativos, es decir, aquellas palabras que indican unidad respecto a una palabra que indica colectivo. Por ejemplo, زيتونة zaytūna ([una] aceituna) es singulativo de زيتون zaytūn (aceituna, genérico). zaytūna puede tener un plural زيتونات zaytūnāt ([unas] aceitunas). El singulativo se hace añadiendo la terminación de femenino ة ([a]) al nombre de colectivo.
- El dual indica dos unidades. Se forma añadiendo la terminación -ān (nominativo) o -ayn (acusativo/genitivo): بحر baḥr (mar) > بحرين baḥrayn (dos mares, Baréin). Tiene su reflejo también en la conjugación verbal. En árabe dialectal el dual es poco productivo, reservándose en general para usos ya acuñados, y no se utiliza en los verbos.
- El plural árabe ofrece una gran dificultad. Tenemos que distinguir entre:

- El plural regular: se forma añadiendo las terminaciones ون -ūn o ين -īn (nominativo y acusativo/genitivo, respectivamente) en masculino, y la terminación ات -āt en femenino.
El plural masculino se utiliza sobre todo para palabras referidas a seres humanos. El plural femenino está más extendido, puede usarse para seres animados e inanimados y suele ser el plural habitual de las palabras con marca de femenino ة ([a]): مستخدمون mustajdimūn (usuarios); مستخدمات mustajdimāt (usuarias).

- El plural fracto es el más habitual. Se forma por flexión interna de la palabra en singular. Volviendo a las raíces y las formas, se trata de poner las radicales del singular en otro paradigma, que es el plural de ese singular. La precisión es importante, porque en la mayoría de los casos no hay modo de saber a ciencia cierta qué plural corresponde a un singular dado, ni qué singular corresponde a un plural: el hablante debe actuar por analogía o aprender el singular y el plural de cada palabra. Ejemplos:

- ولد walad (muchacho) pl. أولاد awlād.
- ملاك malak (ángel) pl. ملائكة malā'ika.
- كتاب kitāb (libro) pl. كتب kutub.
- حمار ḥimār (asno) pl. حمير ḥamīr.
- عالم ‘ālim (ulema) pl. علماء ‘ulamā' (de donde viene la palabra española).

En otros casos, a determinada forma de singular corresponde determinada forma de plural indefectiblemente. Por ejemplo:
- قانون qānūn (ley) pl. قوانين qawānīn
- صاروخ ṣārūj (misil; porro) pl. صواريخ ṣawārīj

A veces una palabra tiene varios plurales posibles. El árabe estándar tiende a simplificar y fijar en este caso una sola forma de plural para palabras que en clásico podemos encontrar con varios plurales, según épocas y lugares. Pero a pesar de tal tendencia, es difícil saber cuál de las varias formas que listan los diccionarios es la estándar, pues es normalísimo que siga usándose más de una.
Las diferencias persisten también en los dialectos coloquiales:
- كاس kās (copa) pl. estándar كؤوس ku'ūs, pl. marroquí كيسان kīsān.
- حاجة ḥāǧa (cosa) pl. egipcio حاجات ḥāǧāt, pl. marroquí حاجات ḥāǧāt o حوائج ḥawā'iǧ

Según los gramáticos, en palabras de varios plurales posibles, los plurales de formas a12u3, a12ā3, a12i3a, o 1i23a (los números son las letras radicales), o el plural regular masculino, deben usarse para conjuntos de tres a diez. Estas formas se llaman paucales, o plurales de pequeño número. En ninguna época se ha seguido esta regla a rajatabla, pero muchos siguen diciendo que ṯalāṯatu ašhur ("tres meses") es más correcto que ṯalāṯatu šuhūr.

#### Declinación
El árabe clásico tiene una declinación con tres casos (nominativo, acusativo y genitivo) y dos formas (determinado e indeterminado) para cada caso.
La declinación aparece generalmente como signo diacrítico colocado sobre la letra final. Como las vocales breves, no se escribe salvo en textos didácticos o cuando hay riesgo de confusión:
| caso       | determinado | indeterminado |
| ---------- | ----------- | ------------- |
| nominativo | dāru دارُ    | dārun دارٌ     |
| acusativo  | dāra دارَ    | dāran داراً    |
| genitivo   | dāri دارِ    | dārin دارٍ     |

Como se puede ver, las letras que se escriben son siempre las mismas excepto en el caso del acusativo indeterminado, en el que el diacrítico va colocado sobre un alif (ا). Las terminaciones de plural y dual tienen, como hemos visto, su propia declinación que sí implica variación en las letras, y lo mismo ocurre con algunas formas verbales.
Al ser diacríticos, quien lea en voz alta un texto no vocalizado debe comprender el texto para saber qué caso pronunciar al final de cada palabra. Esto implica que la declinación realmente no aporta nada a la comprensión del texto; de hecho es redundante porque su función ya la realizan las preposiciones y la posición de las palabras dentro de la frase. Se trata de un arcaísmo utilizado en árabe ante todo por su valor estético, ya que a los oídos árabes suena más armónica una frase en la que se pronuncian todas las declinaciones porque éstas ligan unas palabras con otras. El árabe estándar suele omitir aquellas flexiones que no tienen reflejo en la escritura, entre ellas las vocales breves de final de palabra. La pronunciación de la declinación es habitual si se lee un texto, si se pronuncia un discurso o si se recita poesía, pero resulta inadecuada y pomposa en la conversación a menos que se le quiera dar cierta solemnidad o se produzca, por ejemplo, entre filólogos. 
El árabe dialectal omite todas las declinaciones: para las terminaciones de dual y plural usa únicamente la forma acusativo/genitivo.
Ejemplo: "los usuarios escriben largas páginas sentados frente al ordenador"
Pronunciación clásica: 
- al-mustajdimūna yaktubūna ṣuḥufan ṭawīlatan ǧālisūna amāma l-ḥāsūb

Pronunciación sin flexiones:
- al-mustajdimūn yaktubūn ṣuḥufan ṭawīla ǧālisūn amām al-ḥāsūb

Ambas se escriben igual:
- المستخدمون يكتبون صحفا طويلة جالسون أمام الحاسوب

Pronunciación dialectalizante:
- al-mustajdimīn yaktubū ṣuḥuf ṭawīla ǧālisīn amām al-ḥāsūb

Escritura:
- المستخدمين يكتبوا صحف طويلة جالسين أمام الحاسوب

#### Sintagma nominal

##### Características generales del sintagma nominal
En su forma más clásica, el orden habitual de la frase es verbo + sujeto + complementos. Sin embargo, en las formas dialectales es más frecuente el orden sujeto + verbo, que también se utiliza con frecuencia en el árabe estándar moderno. Cuando el verbo antecede a un sujeto plural, el verbo se mantiene en singular. No ocurre así si el verbo se sitúa tras el sujeto.

#### Sustantivo
(morfología: género, número, caso, etc.)

(uso: como núcleo, en aposición, etc.)

#### Adjetivo
El adjetivo va siempre después del nombre. Si este se refiere a personas, o si se refiere a cosas y es singular, el adjetivo concuerda con él en género y número (y caso, si se usa la declinación). Sin embargo, si el nombre es un plural de cosa o de seres vivos (excepto los humanos), el adjetivo concuerda con él en femenino singular. Es decir, diremos por ejemplo:
- un libro bonito: كتاب جميل kitāb[un] ŷamīl[un]

pero en plural diremos
- unos libros bonita (كتب جميلة kutub[un] ŷamīla[tun])

Si el sustantivo está determinado por el artículo al-, los adjetivos deben estarlo también. Así, "el mundo árabe" se dirá al-‘āliam al-‘arabī, esto es, el mundo el árabe.
Existe un tipo de adjetivo muy productivo llamado نسبي nisbī o de relación, que se forma añadiendo el sufijo ي -ī (masc.) o ية -iyya (fem.). Es uno de los pocos casos en árabe de formación de palabras mediante adición de sufijos y no por flexión interna. Ha dado en castellano el sufijo -í (masc. y fem.) en palabras como ceutí, alfonsí, saudí, etc. El adjetivo de relación sirve para formar los gentilicios y es frecuente en apellidos y palabras que indican relación o pertenencia:
- تونس Tūnis (Túnez) > تونسية tūnisiyya (tunecina)
- إشتراك ištirāk (compartir, socializar) > إشتراكي ištirākī (socialista)
- يوم yawm (día) > يومي yawmī (diario).

La terminación femenina en plural (يات -iyyāt) sirve también para formar sustantivos:
- يوم yawm (día) > يوميات yawmiyyāt (diario)
- السودان al-Sūdān (Sudán) > سودانيات sūdāniyyāt (conjunto de cosas propias de Sudán)

#### Determinantes
En árabe existe un único artículo determinado, sin variación de género y número aunque sí de pronunciación. Se trata del artículo ال al-, que se escribe unido a la palabra a la que determina, razón por la cual frecuentemente se transcribe en caracteres latinos separado de esta con un guion y no con un espacio.
La l del artículo cambia su pronunciación por la de la primera letra de la palabra determinada cuando dicha letra es una de las llamadas "solares". Son solares la mitad de las letras del alfabeto: tāʾ, ṯāʾ, dāl, ḏāl, rāʾ, zāy, sīn, šīn, ṣād, ḍād, ṭāʾ, ẓāʾ, lām y nūn. El resto se llaman "lunares". De este modo, التون al-tūn (el atún) se pronuncia at-tūn; الزيت al-zayt (el aceite) se pronuncia az-zayt, etc. En la transcripción latina se puede mantener la l del artículo o sustituirla por la letra solarizada. El árabe dialectal a veces solariza otras letras.
Por otro lado, la a del artículo desaparece cuando la palabra anterior acaba en vocal (lo que ocurre con mucha frecuencia si se emplea la declinación):
- الكتب al-kutub (los libros) > إشترى الكتب ištarà l-kutub (compró los libros).

En árabe no existe en principio el artículo indeterminado, ya que dicho valor lo da la declinación. El árabe dialectal con frecuencia usa el numeral واحد wāḥid (uno) seguido del artículo determinado:
- clásico: كتابٌ kitābun (un libro); dialectal: واحد الكتاب wāḥid al-kitāb (lit., "uno el libro").

#### Pronombre
Existen dos tipos de pronombres: los aislados y los sufijos. Estos últimos, sufijados a un sustantivo, indican posesión: بيتي bayt-ī: "mi casa"; بيتها baytu-hā: "su casa de ella", etc. Cuando se sufijan a un verbo, indican el complemento directo o indirecto: كتبتها katabat-hā: [ella] la escribió (p. ej, una carta) o [ella] le escribió (a una mujer).

#### Sintagma verbal

##### Características generales del sintagma verbal
El orden en la frase verbal suele ser sujeto, verbo, complementos. Un orden más clásico pone el verbo antes del sujeto, y en ese caso va siempre en singular aunque el sujeto sea plural. 
Al igual que en español hablado, la voz pasiva no tiene sujeto agente: una frase como El Quijote fue escrito por Cervantes sería imposible en árabe clásico, que sólo podría expresar El Quijote lo escribió Cervantes (que es construcción perfectamente correcta en árabe clásico aunque su traducción española es considerada vulgar), o bien 'se escribió el "Quijote (no se sabe por quién), o bien Cervantes escribió el Quijote. Sin embargo, el árabe estándar, sobre todo el usado en la prensa, va incorporando, por imitación de las lenguas europeas, construcciones gramaticales ajenas a la lengua árabe, entre ellas la de la oración pasiva: se escribió el Quijote por parte de Cervantes, y la perífrasis del tipo tuvo lugar la escritura del Quijote por parte de Cervantes.
Como en otras lenguas, el verbo "ser" en presente no se utiliza. Para decir "soy árabe" diremos: أنا عربي anā ‘arabī, esto es, yo árabe. 
Pero eso normalmente no funciona cuando el predicado es determinado. Las palabras العالم العربي al-‘ālam al-‘arabī (literalmente: el mundo el árabe) sólo pueden significar el mundo árabe. Si le quitamos el artículo al adjetivo, calcando la estructura del español, se obtiene العالم عربي al-‘ālam ‘arabī que significa necesariamente el mundo es árabe, y jamás el mundo árabe.
En ocasiones se usan los pronombres de tercera persona para marcar el lugar donde debería estar el verbo "ser", para dar un matiz de intensidad o evitar confusiones: العالم هو عربي al-‘ālam huwa ‘arabī (el mundo él árabe): "el mundo es efectivamente árabe" (lo mismo que inna al-‘ālam ‘arabī). Es mejor usar así los pronombres sólo cuando el predicado es determinado: ana huwa l-mudarris (yo soy el profesor).

#### Verbo
El verbo árabe posee dos aspectos, "pasado" y "presente", que, más que indicar "tiempo", corresponden a la acción acabada y a la acción en curso. El imperativo y el futuro son modificaciones del presente. No existe el infinitivo. En los diccionarios, los verbos se enuncian en la tercera persona del singular masculino del pasado. Así, el verbo "escribir" es en árabe el verbo "escribió" (kataba). El presente, a su vez, tiene tres modos: indicativo, subjuntivo y yusivo, que difieren mayormente en las vocales breves finales. En árabe dialectal los tres se funden en uno solo.
Existen diez paradigmas verbales diferentes: cada raíz puede formar hasta diez verbos distintos (ver el apartado Raíces y formas). Por ejemplo, los verbos "naẓara" (miró) e "intaẓara" (esperó) derivan los dos de la misma raíz verbal nẓr, en los paradigmas "1a2a3a" e "i1ta2a3a".
Del verbo derivan el maṣdar, nombre que designa la acción del verbo y se traduce frecuentemente como un infinitivo o un nomen actionis, y los participios activo y pasivo. Ambos se utilizan con frecuencia en lugar del verbo. Por ejemplo, "estoy esperando el metro" puede decirse:
- usando el verbo: أنا أنتظر الميترو [anā] antaẓir al-mītrū ("[yo] espero el metro")
- usando el participio activo: أنا منتظر الميترو anā muntaẓir al-mītrū ("soy esperante del metro")
- usando el maṣdar: أنا في إنتظار الميترو anā fī intiẓār al-mītrū ("estoy en la espera del metro")

Hay diferencia de significado entre el primero ("me pongo a esperar", "voy a esperar")
y los dos últimos ("estoy esperando").

#### Adverbio
Con frecuencia el adverbio se forma añadiendo al sustantivo la terminación de acusativo indeterminado -an (que, recordemos, se refleja en la escritura a través de un alif final):
- حسن ḥasan (bueno) > حسناً ḥasanan (bien)
- شكر šukr (gracias) > شكراً šukran (agradecidamente)

### Oración compleja

#### Características generales de la oración compleja
(frecuencia, características sintácticas, formación por conjunciones/afijos, etc.)

#### Coordinación
(copulativas, disyuntivas, distributivas)

#### Subordinación
(adversativas, de relativo, etc.)

### Léxico, semántica y pragmática

#### Léxico

##### Préstamos
La lengua árabe ha incorporado numerosos préstamos a lo largo del tiempo, tanto el árabe clásico como el estándar o el dialectal. Los préstamos más antiguos, ya irreconocibles, proceden de otras lenguas semíticas como el arameo. En época medieval entraron en la lengua árabe numerosas palabras persas, griegas y más adelante turcas. Y en época moderna ha incorporado muchos vocablos de origen francés, inglés, español o italiano. Los préstamos son mucho más habituales en los dialectos que en el árabe literario y afectan también a la sintaxis. Son frecuentes las palabras de origen tamazight o bereber en el Magreb, turco otomano en Egipto, persa y kurdo en Irak.
Ejemplos:
- ورشة warša (taller; estándar) < workshop (inglés)
- رويضة rwīḍa (rueda; normarroquí) < rueda (español)
- بندورة bundūra (tomate; sirio) < pomodoro (italiano)
- تليفون tilifūn (teléfono; estándar) < téléphone (francés)
- كوبري kūbrī (puente; egipcio) < köprü (turco)
- دكوردو dakūrdū (de acuerdo; tunecino) < de acuerdo (español)
- قانون qānūn (ley; estándar) < κάνων (kánōn) (griego)
- قيصر qayṣar (emperador; estándar) < cæsar (latín)
- قصر qaṣr (palacio; estándar) < castrum (latín)
- طربيزة ṭarabēza (mesa; egipcio) < τράπεζα (trápeza) (griego)
- بنفسجي banafsiǧī (violeta; estándar) < بنفش (banafš) (persa)

A veces los préstamos se integran dentro del sistema de raíces y formas, tomando de la palabra incorporada tres o cuatro radicales que servirán para crear nuevas palabras de acuerdo con las reglas habituales de la derivación árabe. Por ejemplo, de faylasūf (filósofo, de origen griego) se extrae la raíz cuadrilítera FLSF con la que se forman palabras como falsafa (filosofía), mutafalsif (el que se las da de filósofo). Warša y kūbrī, de origen inglés y turco, respectivamente, tienen plurales derivados de las raíces WRŠ en el primer caso y KBRY en el segundo: awrāš, kabārī.

#### Semántica
(peculiaridades de la estructura semántica del idioma, p. ej. numeración vigesimal, gramaticalización de la jerarquía social (honoríficos), etc.)

#### Pragmática
(peculiaridades en el uso e interpretación de la lengua según el contexto, asunciones contextuales por defecto, asunciones de trasfondo cultural, lenguaje corporal, etc.)

## Literatura árabe
La lengua árabe tiene una amplísima producción literaria que abarca desde el siglo V hasta la actualidad. 
Las muestras importantes de literatura árabe más antiguas son unas composiciones de la Arabia preislámica llamadas mu‘allaqat, «colgadas». Este nombre se atribuye tradicionalmente al hecho de que podrían haber sido escritas y colgadas de los muros de la Kaaba, entonces panteón de La Meca, por haber resultado vencedoras en alguna justa poética. Esto habría permitido su supervivencia, dado que en la época la literatura era de transmisión oral y por tanto cabe suponer que la mayor parte de su producción se perdiese. Las mu‘allaqat son largos poemas que responden a un esquema fijo que luego heredará, con variaciones, la poesía clásica de época islámica. La poesía preislámica ha quedado en la cultura árabe como modelo lingüístico y literario y como ejemplo de valores primigenios ligados a la vida en el desierto, como la caballerosidad.
El Corán y la extensión del islam marcan un hito en la historia de la literatura árabe. En primer lugar, supone el desarrollo definitivo de la escritura y la fijación de la lengua literaria, el árabe clásico. En segundo lugar, la literatura en lengua árabe deja de estar circunscrita a la península arábiga y pasa a desarrollarse por todas las tierras por las que se extiende el islam, en las que el árabe es lengua oficial y de prestigio (más tarde sustituida por el persa en algunas regiones de Asia). Se abre así el amplio campo de la literatura árabe clásica, con gran profusión de géneros y autores. 
Con la caída de Al-Ándalus y de las potencias árabes de Oriente (Bagdad, El Cairo), que serán sustituidas por el Imperio otomano, la literatura árabe entra en una etapa de decadencia, con una producción mucho menor y de escasa originalidad comparada con el esplendor de los siglos anteriores.
Entre mediados del siglo XIX y principios del XX, según las zonas, el mundo árabe, y con él su literatura, entran en el proceso de revivificación llamado Nahda (Renacimiento). La literatura árabe contemporánea se despega de los modelos clásicos e incorpora con profusión géneros como la novela o el relato breve y, en menor medida, el teatro. La poesía sigue siendo, como en época clásica, el género más cultivado. 
La eclosión del nacionalismo árabe a mediados del siglo XX y hasta los años 1970 sirvió de acicate al desarrollo literario. Por zonas, es Egipto el país que más escritores ha dado a la literatura árabe contemporánea (de allí era el premio Nobel Naguib Mahfuz), seguido de Líbano, Siria, los Territorios Palestinos o Irak.
Un aforismo célebre declaraba que «Egipto escribe, Líbano publica e Irak lee».